# Clase Thames
La Clase Thames o Clase River fueron una clase de submarinos construidos para la Royal Navy. Fueron el último intento del Almirantazgo Británico de producir los llamados "Submarinos de Flota"; es decir submarinos suficientemente rápidos para operar, como parte de una flota que en aquella época significaba ser capaz de operar a una velocidad de alrededor de 20 nudos (37 km/h) en superficie. Los intentos anteriores habían sido los sumergibles propulsados a vapor de la Clase K y los artillados con un cañón de 305 mm de la Clase M (1940).

## Historia
El diseño elaborado en los años veinte llevó a la construcción de tres unidades por la empresa Vickers en Barrow-in-Furness ; el Thames en 1932 y los Severn y Clyde en 1935. Estos últimos eran un poco más grandes que el Thames. Inicialmente fueron planeados 20 pero los cambios en el pensamiento y presupuestos limitaron la serie a sólo tres unidades.
El problema fue que tenían los tanques de fuel externos, remachados al casco, lo que causaba constantes fugas. Este diseño comprometía la profundidad máxima de inmersión que tuvo que ser limitada a 90 m en comparación a la anterior Clase Odín , que conseguían 150 m. Este problema se resolvió en modelos posteriores. La diferencia que tuvo el primer submarino (Thames) de los dos siguientes fue que estaban equipados con tanques flotantes en la superestructura.

Estaban propulsados por dos motores diésel con una potencia conjunta de 8.000 cv; dos motores Ricardo proporcionaban una sobrealimentación, pudiendo llegar a los 10.000 cv, pudiendo alcanzar en superficie más de 22 nudos, con lo que fue el primer submarino diésel en sobrepasar los 22 nudos de velocidad. Los tres submarinos podían transportar 12 minas M2 como alternativa de los torpedos.
Durante la Segunda Guerra Mundial inicialmente operaron en el mar del Norte y el Mediterráneo.
El Thames se perdió el 3 de agosto de 1940, aunque no se supo nunca el motivo, se baraja el posible choque con una mina en el mar de Noruega.
El Clyde se utilizó para abastecer para la asediada isla de Malta en septiembre de 1941. Los Severn y Clyde estaban en servicio en el Lejano Oriente de cuando fueron dados de baja entre mediados a finales de 1945 y vendidos para desguace en 1946.

## Bitácora
- Thames
  - 1939 - Asignado a la 2.ª flotilla de submarinos con base en Dundee, Escocia.
  - 1940 - dado por perdido en agosto frente a la costa de Noruega, posiblemente por el choque con una mina.
- Clyde y Severn
  - 1939 - Enviados a Freetown, Sierra Leona.
  - 1940 - Asignado a la 2.ª de Flotilla de submarinos con base en Dundee, Escocia.
  - 1941 - Usados como transporte de mercancías durante el asedio de la isla de Malta. Tenían su base en Alejandría, Egipto. El Clyde, consiguió transportar en septiembre alrededor de unos 1200 toneladas de suplementos.
  - 1944 - Fueron enviados a la flota del Este.